# 陳鳳桂
陳鳳桂（1950年11月10日—），藝名「小咪」，臺灣歌仔戲生角、旦角演員，中華民國文化部認定的「人間國寶」，第27屆傳藝金曲獎年度最佳演員獎、第33屆傳藝金曲獎最佳演員獎、「全球中華文化藝術薪傳獎」得主，有「百變精靈」的美譽。

## 生平
雲林縣虎尾鎮人，1950年出生於嘉義縣鹿草鄉，家裡雖為歌仔戲班，但小時候未學戲，直到13歲時進入「藝霞歌舞劇團」，藝名「小咪」為她首次上臺代唱時，司儀隨口而出。在編舞家王月霞的栽培下，學習芭蕾、爵士、日本演歌、民謠、臺語老歌、歌仔戲調等傳統和現代曲調及舞蹈，因而成為當家台柱，被封為「藝霞五鳳」之一，演出足跡遍布香港、新加坡等地。
藝霞歌舞劇團在1983年底解散。1985年小咪加入「楊麗花歌仔戲團」改演電視歌仔戲，先後與楊麗花、黃香蓮 、 葉青等人搭檔演出。1990年代起參與河洛歌子戲團、黃香蓮歌劇團的舞臺歌仔戲演出，第一齣戲是河洛的《曲判記》。
1997年唐美雲離開河洛歌子戲團、成立「唐美雲歌仔戲團」，小咪也參與該團。
2003年受邀至國立臺灣戲曲專科學校擔任教師。

## 獲獎
- 2009年獲得第十五屆「全球中華文化藝術薪傳獎」地方戲劇獎。[7][8]
- 2016年以在唐美雲歌仔戲團製作的《春櫻小姑：回憶的迷宮》中飾演失智婆婆一角獲得第27屆傳藝金曲獎年度最佳演員獎。[3][4][8]
- 2020年獲文化部認定為「重要傳統表演藝術保存者」，也就是「人間國寶」。[2][8][9]
- 2022年以在唐美雲歌仔戲團製作的《2021天鵝宴》中飾演縣令(地方官員)郿道九一角獲得第33屆傳藝金曲獎最佳演員獎。
- 2024年獲得第二十三屆國家文藝獎戲劇類。

## 作品列表

### 舞臺歌仔戲
| 年份 | 劇團                           | 戲名                                 | 角色                 |
| ---- | ------------------------------ | ------------------------------------ | -------------------- |
| 1991 | 河洛歌子戲團                   | 《曲判記》                           | 張帆                 |
|      | 河洛歌子戲團                   | 《天鵝宴》                           | 郿道九               |
|      | 河洛歌子戲團                   | 《鳳凰蛋》                           | 牛知縣               |
|      | 河洛歌子戲團                   | 《命運不是天註定》                   | 丁文龍               |
|      | 河洛歌子戲團                   | 《欽差大臣》                         | 鋪司                 |
|      | 河洛歌子戲團                   | 《浮沉紗帽》                         | 鄭則清               |
|      | 河洛歌子戲團                   | 《御匾》                             | 楊文祥               |
|      | 河洛歌子戲團                   | 《梁皇寶懺》                         | 梁武帝               |
|      | 河洛歌子戲團                   | 《太子回朝》                         | 霍光                 |
|      | 河洛歌子戲團                   | 《潛園故事》                         | 林占梅               |
|      | 河洛歌子戲團                   | 《鼠鬥龍爭》                         | 婁阿鼠               |
|      | 河洛歌子戲團                   | 《白賊七》                           | 白賊七               |
|      | 河洛歌子戲團                   | 《風起雲湧-鄭成功》                  | 鄭成功               |
|      | 河洛歌子戲團                   | 《東寧王國》                         | 鄭克臧               |
|      | 河洛歌子戲團                   | 《呂洞賓》                           | 呂洞賓               |
|      | 河洛歌子戲團                   | 《山寨情仇》                         | 田大義               |
|      | 河洛歌子戲團                   | 《良弓吟》                           | 徐達                 |
| 1994 | 黃香蓮歌仔戲團                 | 《鄭元和與李亞仙》                   | 李亞仙               |
| 1996 | 黃香蓮歌仔戲團                 | 《青天難斷～陳世美與秦香蓮》         | 宋仁宗               |
| 1996 | 黃香蓮歌仔戲團                 | 《三笑姻緣》                         | 秋香                 |
| 1997 | 黃香蓮歌仔戲團                 | 《前世今生蝴蝶夢》                   | 祝英台               |
| 1998 | 黃香蓮歌仔戲團                 | 《寶蓮燈》                           | 三聖母               |
| 2011 | 黃香蓮歌仔戲團                 | 《江南第一風流才子》                 | 秋香                 |
| 2004 | 許亞芬歌仔戲團                 | 《碧海情天》                         | 鯉魚仙子             |
| 2005 | 許亞芬歌仔戲團                 | 《無毒有我之林則徐傳》               | 林夫人               |
| 2006 | 許亞芬歌仔戲團                 | 《拐騙記》                           | 秦燕兒               |
| 2007 | 許亞芬歌仔戲團                 | 《廉政公鼠》                         | 金雪芸               |
| 2008 | 許亞芬歌仔戲團                 | 《慈悲三昧水懺》                     | 晁錯                 |
| 2007 | 明霞歌劇團                     | 歌仔戲名家經典折仔戲匯演《三笑姻緣》 | 秋香                 |
| 2009 | 財團法人廖瓊枝歌仔戲文教基金會 | 《陶侃賢母》                         |                      |
| 2012 | 楊麗花歌仔戲團                 | 《薛丁山與樊梨花》                   | 秦漢                 |
| 2013 | 薪傳歌仔戲團                   | 《宋宮秘史》                         | 陳琳                 |
| 2014 | 陳亞蘭歌仔戲團                 | 《牛郎織女》                         | 織女                 |
| 1999 | 唐美雲歌仔戲團                 | 《梨園天神》                         |                      |
|      | 唐美雲歌仔戲團                 | 《龍鳳奇緣》                         | 何必生               |
| 2001 | 唐美雲歌仔戲團                 | 《榮華富貴》                         | 馬遠                 |
| 2002 | 唐美雲歌仔戲團                 | 《添燈記》                           | 珍珠                 |
|      | 唐美雲歌仔戲團                 | 《大漠胭脂》                         |                      |
|      | 唐美雲歌仔戲團                 | 《人間盜》                           | 周公公               |
| 2004 | 唐美雲歌仔戲團                 | 《無情遊》                           | 陸一鳴               |
|      | 唐美雲歌仔戲團                 | 《梨園天神桂郎君》                   | 姚虔                 |
|      | 唐美雲歌仔戲團                 | 《金水橋畔》                         | 李義                 |
| 2009 | 唐美雲歌仔戲團                 | 《陶侃賢母》                         |                      |
| 2009 | 唐美雲歌仔戲團                 | 《宿怨浮生-三昧水懺》                |                      |
| 2010 | 唐美雲歌仔戲團                 | 《蝴蝶之戀》                         | 阿宗                 |
| 2010 | 唐美雲歌仔戲團                 | 《六度經-仁者無仇》                  | 薩波達／天帝／老樵夫 |
| 2011 | 唐美雲歌仔戲團                 | 《大願千秋》                         | 金文光               |
| 2012 | 唐美雲歌仔戲團                 | 《燕歌行》                           | 不死靈               |
| 2013 | 唐美雲歌仔戲團                 | 《花田錯了嗎》                       | 春蘭                 |
| 2013 | 唐美雲歌仔戲團                 | 《子虛賦》                           | 王吉                 |
| 2014 | 唐美雲歌仔戲團                 | 《香火》                             | 蔡寶惜               |
| 2014 | 唐美雲歌仔戲團                 | 《御夫鞋》                           | 茶米                 |
| 2014 | 唐美雲歌仔戲團                 | 《狐公子綺譚》                       | 陳員外               |
| 2015 | 唐美雲歌仔戲團                 | 《文成公主》                         | 噶爾東贊             |
| 2015 | 唐美雲歌仔戲團                 | 《春櫻小姑：回憶的迷宮》             | 阿雪                 |
| 2015 | 唐美雲歌仔戲團                 | 《螢姬物語》                         | 安倍先生             |
| 2016 | 唐美雲歌仔戲團                 | 《見城》                             | 水靈仙人             |
| 2016 | 唐美雲歌仔戲團                 | 《冥河幻想曲》                       | 琉璃光               |
| 2016 | 唐美雲歌仔戲團                 | 《風從何處來》                       | 鳳蕭                 |
| 2017 | 唐美雲歌仔戲團                 | 《新梁祝》                           |                      |
| 2017 | 唐美雲歌仔戲團                 | 《佘太君掛帥》                       | 楊宗保               |
| 2018 | 唐美雲歌仔戲團                 | 《孟婆客棧》                         |                      |
| 2018 | 唐美雲歌仔戲團                 | 《夜未央》                           | 江充                 |
| 2019 | 唐美雲歌仔戲團                 | 《月夜情愁》                         | 貴雲                 |
| 2019 | 唐美雲歌仔戲團                 | 《千年渡·白蛇》                      | 擺渡人               |
| 2020 | 唐美雲歌仔戲團                 | 《光華之君》                         | 柏木                 |
| 2021 | 唐美雲歌仔戲團                 | 《2021天鵝宴》                       | 郿道九               |
| 2022 | 唐美雲歌仔戲團                 | 《冥遊記—帝王之宴》                  | 李治、李賢           |
| 2022 | 唐美雲歌仔戲團                 | 《船愛》                             | 鄭芝龍               |
| 2023 | 唐美雲歌仔戲團                 | 《臥龍•永遠的彼日》                  | 劉禪                 |

### 電視歌仔戲
| 年份      | 頻道              | 劇團           | 戲名                        | 角色   |
| --------- | ----------------- | -------------- | --------------------------- | ------ |
| 1985      | 台視              | 楊麗花歌仔戲團 | 《韓信》                    | 菁兒   |
| 1985      | 台視              | 楊麗花歌仔戲團 | 《擎劍雙驕》                | 如虹   |
| 1986      | 台視              | 楊麗花歌仔戲團 | 《皇上難為》                | 傅恆   |
| 1986      | 台視              | 楊麗花歌仔戲團 | 《鐵漢柔情》                | 石明   |
| 1987      | 台視              | 楊麗花歌仔戲團 | 《狂花飄雲夢》              | 何士華 |
| 1987      | 台視              | 楊麗花歌仔戲團 | 《朱洪武》                  | 錢少堂 |
| 1987      | 台視              | 楊麗花歌仔戲團 | 《王伯東告御狀》            | 如財   |
| 1988      | 中視              | 黃香蓮歌仔戲團 | 《漢宮怨》                  | 高帝   |
| 1989      | 中視              | 黃香蓮歌仔戲團 | 《大漢春秋》                | 衛青   |
| 1989      | 中視              | 黃香蓮歌仔戲團 | 《正德皇帝遊江南》          | 王達   |
| 1989      | 中視              | 黃香蓮歌仔戲團 | 《江南四才子》              | 文徵明 |
| 1989      | 中視              | 黃香蓮歌仔戲團 | 《釵頭鳳》                  | 盧英   |
| 1990      | 中視              | 黃香蓮歌仔戲團 | 《東漢演義》                | 衛寶   |
| 1990      | 中視              | 黃香蓮歌仔戲團 | 《綠珠樓》                  | 趙泉   |
| 1991      | 中視              | 黃香蓮歌仔戲團 | 《羅通掃北》                | 秦懷玉 |
| 1992      | 中視              | 黃香蓮歌仔戲團 | 《大唐風雲錄》              | 李靖   |
| 1993      | 中視              | 黃香蓮歌仔戲團 | 《寶貝王爺貴千金》          | 朱瞻坊 |
| 1993      | 中視              | 黃香蓮歌仔戲團 | 《孟嘗君》                  | 石永   |
| 1994      | 中視              | 黃香蓮歌仔戲團 | 《逍遙公子》                | 秦愛錢 |
| 1996      | 中視              | 黃香蓮歌仔戲團 | 《財神闖天關》              | 鄒應龍 |
| 1997      | 中視              | 黃香蓮歌仔戲團 | 《福氣神爺》                | 李傳香 |
| 1998      | 中視              | 黃香蓮歌仔戲團 | 《草鞋狀元郎》              | 明神宗 |
| 1996      | 華視              | 葉青歌仔戲團   | 《陳三五娘》                | 林岱   |
| 1998      | 華視              | 葉青歌仔戲團   | 《薛平貴與王寶釧》          | 王大   |
| 1996      | 力霸友聯          | 開元藝坊       | 《狀元更夫元帥妻》          | 陳世忠 |
| 2000      | 公視              | 明霞歌劇團     | 《洛神》                    | 曹丕   |
| 2001      | 公視              | 葉青歌仔戲團   | 《秦淮煙雨》                | 陳定生 |
|           | 中視              | 河洛歌仔戲團   | 《周公鬥法桃花女》          | 周公   |
|           | 中視              | 河洛歌仔戲團   | 《三戲正德皇帝》            | 正德帝 |
|           | 中視              | 河洛歌仔戲團   | 《太子復仇》                | 書琪   |
| 2012~至今 | 大愛電視台        | 唐美雲歌仔戲團 | 《菩提禪心》 《高僧傳》系列 |        |
| 2013      | 民視              | 陳亞蘭歌仔戲團 | 《天龍傳奇》                | 唐飛   |
| 2021      | 民視 、公視台語台 | 唐美雲歌仔戲團 | 《孟婆客棧》                | 小孟婆 |

### 電視劇
- 台視《死去活來》飾引弟
- 公視《車票》飾美枝

### 論文
- 陳銀桂. . 臺北市: 政治大學中國文學系. 2003.

### 書籍
- 施如芳. . 臺北市: 臺北市政府文化局. 2016. ISBN 9789860473087.

### DVD
- 楊孟嘉. . 國立臺灣傳統藝術總處籌備處. 2018.

## 外部連結
- YouTube上的《春櫻小姑－回憶的迷宮》演出片段，唐美雲歌仔戲團
- YouTube上的「小咪八厘米精選輯，音樂設計翁清溪」，藝霞歌舞劇團
- YouTube上的「黃香蓮、小咪合唱歌仔戲」，《龍兄虎弟》精華，台視官方頻道
- YouTube上的「2006.05.23康熙來了完整版　身騎白馬過三關－歌仔戲紅星：許秀年、小咪、唐美雲」，康熙好經典
- YouTube上的「小咪.石惠君歌仔戲名角！私傳絕活小生演成丑角？」，《豬哥會社》
- YouTube上的「1990/01/06 金曲龍虎榜_小咪+藝霞歌舞團」，映畫製作
- YouTube上的「演什麼像什麼 歌仔戲藝師百變小咪」，中央廣播電臺
- YouTube上的「102年臺北市傳統藝術藝師獎---小咪」，臺北市政府文化局
- 臺灣大百科全書：藝霞歌舞團